# Don't Stop the Music (cântec de Rihanna)
Don't Stop the Music este cel de-al patrulea disc single extras de pe albumul Good Girl Gone Bad, al cântăreței de origine barbadiană Rihanna. Piesa a obținut succes în clasamente, ajutând albumul Good Girl Gone Bad să rămână în clasamentele de specialitate pentru mai multe săptămâni consecutive.
Acesta are o mostră din cunoscuta melodie a lui Michael Jackson: „Wanna Be Startin' Something" pe care Rihanna o cântă în ultima parte a cântecului. Acestă parte se numește Makossa și este compusă din versul: „ma ma se, ma ma sa, ma ma coo sa". Melodia s-a dovedit a fi un mare succes în Europa unde a atins locul întâi în câteva țări precum Austria, Franța, Germania și Luxemburg. Deși în S.U.A. nu a fost lansat ca un single oficial, acesta a atins locul întâi în topul U.S. Dance Club Play chart.

## Videoclip
Videoclipul pentru această melodie a fost produs și regizat de către Taj și Rihanna. Acesta a fost filmat în mai 2007. Praga, a doua zi după terminarea precedentului (Shut Up And Drive). În acesta, artista a folosit extensii pentru a avea un păr mai lung decât în precedentele videoclipuri.
Acesta începe cu Rihanna, alături de două prietene, care intră într-un magazin de bomboane și îi spun unui băiețel să fie tăcut. Ele se strecoară și ajung în spatele magazinului, unde este o discotecă. Ajunsă într-o baie, pentru a-și verifica machiajul, ea începe să cânte. Apoi, ieșită din baie, intră in club, unde cântă și dansează alături de prietenii săi.